# Philippe Mallein
Philippe Mallein, né le 10 septembre 1942 à Paris, est un sociologue français connu aujourd’hui surtout pour ses travaux de sociologie de l’usage, en grande partie synthétisés dans la méthode CAUTIC (Conception Assistée par l’Usage pour les Technologies, l’Innovation et le Changement).
Il a reçu pour cela le Cristal du CNRS en 1999, et est devenu à la suite de ses travaux conseiller scientifique du CEA- LETI.